# Autodesk
Autodesk este o companie de software americană fondată în anul 1982. Compania de ocupă de dezvoltarea software 2D și 3D care sunt utilizate în arhitectură, inginerie, construcții, producție, mass-media și în industria de divertisment. Compania are sediul în San Rafael, California.
Produse:
| - AutoCAD - Autodesk 3ds Max - AutoCAD LT - Autodesk Architectural Desktop - AutoCAD Architecture - Autodesk Backdraft - Autodesk Building Systems - Autodesk Burn - Autodesk Buzzsaw - Autodesk Cadblocks - Autodesk Character Studio - AutoCAD Civil - AutoCAD Civil 3D - Autodesk Cleaner - Autodesk Combustion - Autodesk Constructware - Autodesk DWF Composer - Autodesk DWF Toolkit - Autodesk DWF Writer - Autodesk DWF Viewer - AutoCAD Electrical - Autodesk FBX - Autodesk FMDesktop - Autodesk GIS Design Server - Autodesk ImageStudio - Autodesk Inventor - Autodesk Inventor View | - Autodesk Land Desktop - Autodesk LocationLogic - Autodesk Map 3D - Autodesk MapGuide - Autodesk Maya - Autodesk Mobile Resource Manager - Autodesk MotionBuilder - Autodesk PortfolioWall - Autodesk PrePlan - Autodesk PrePlan Command - Autodesk Productstream - Autodesk Raster Design - Autodesk Revit Building - Autodesk Revit Structure - Autodesk Revit Systems - Autodesk Showcase - Autodesk SketchBook Pro - Autodesk Stone Direct - Autodesk Stone Shared - Autodesk Stone Switched - Autodesk Streamline - Autodesk Survey - Autodesk Symbols - Autodesk Toxik - Autodesk Utility Design - Autodesk Vault - Autodesk VIZ - Autodesk Wire |

1. ↑  GRID, accesat în 7 iunie 2020
2. ↑   https://www.lobbyfacts.eu/datacard/autodesk-inc?rid=684824020045-19 Lipsește sau este vid: |title= (ajutor)